# Maria de Hanôver
Maria Ernestina Josefina Adolfina Henriqueta Teresa Isabel Alexandrina (Hanôver, 2 de dezembro de 1849 – Gmunden, 4 de junho de 1904) foi a filha mais nova do rei Jorge V de Hanôver e sua esposa a rainha Maria de Saxe-Altemburgo.

## Biografia

### Início de vida

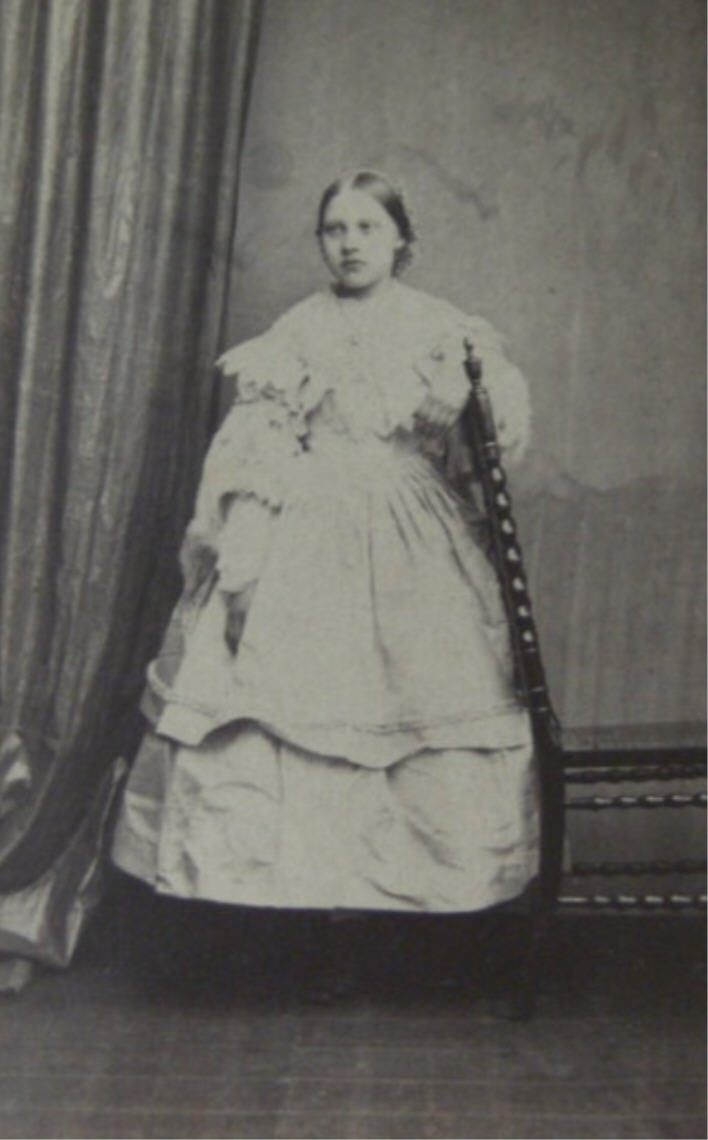
Maria quando criança.

Maria nasceu na cidade de Hanôver, sendo a terceira e última filha do rei rei Jorge V de Hanôver e sua esposa a rainha Maria de Saxe-Altemburgo. Seus irmãos mais velhos eram Ernesto Augusto, Príncipe Herdeiro, e Frederica. Como filha do soberano hanoveriano, ela tinha o título de princesa e o estilo de "Sua Alteza Real". Ela também era princesa do Reino Unido como bisneta na linhagem masculina do rei Jorge III, tendo o estilo de "Sua Alteza".
Seu pai foi deposto em 1866 e o Reino de Hanôver foi anexado pela Prússia. Maria e sua mãe continuaram vivendo em Hanôver por mais um ano, morando no Castelo de Mariemburgo, até irem para o exílio em julho de 1867 no Império Austríaco. Elas eventualmente passaram a morar na cidade de Gmunden.

### Pretendentes
Maria visitou o Reino Unido com a família em 1876 e novamente dois anos depois em junho de 1878 quando seu pai morreu. Sua irmã Frederica mudou-se permanentemente para o Reino Unido e se casou, porém Maria voltou para Gmunden e continuou solteira, vivendo com sua mãe no Castelo de Cumberland (nomeado em homenagem ao título britânico de seu pai). O The New York Times afirmou que ela recusou duas vezes a proposta de casamento do príncipe Artur, Duque de Connaught e Strathearn, filho da rainha Vitória do Reino Unido.

### Morte
Maria morreu em Gmuden aos 54 anos no dia 4 de junho de 1904. Seu funeral ocorreu no dia seguinte porque dois dias depois sua sobrinha a princesa Alexandra de Hanôver iria se casar com Frederico Francisco IV, Grão-Duque de Mecklemburgo-Schwerin. Ela foi enterrada no mausoléu da família no Castelo de Cumberland; sua mãe foi enterrada ao seu lado ao morrer três anos depois.